# Mary C. F. Hall-Wood
Mary CF Hall-Wood (nascida Foster; pseudônimo, Camilla K. Von K; Nova Iorque, 1842/43 - 14 de dezembro de 1899) foi uma poetisa, editora de jornal e autora americana do século XIX. A obra Sea Leaves foi publicado em 1887. Ela foi a editora Index, de Santa Barbara, na Califórnia. Posteriormente, foi alterado para The Independent.

## Biografia
Mary Camilla Foster nasceu em Nova Iorque, em 1842 ou 1843.
Quando jovem, ela se casou com Bradley Hall, um jovem advogado. Posteriormente, eles se mudaram para a Califórnia, e se firmaram na cidade de São Rafael. Ele se tornou promotor público do Condado de Marin, e estava subindo rapidamente em sua profissão quando faleceu, deixando-a financeiramente abastada, com um filho único.
Mudou-se para Santa Barbara, na Califórnia, em 1871, que posteriormente foi sua casa, ela se casou com o Dr. Edward Nelson Wood, um jornalista de Troy, Nova Iorque. Ele frequentou o Middlebury College por dois anos antes de estudar medicina em Washington, DC. Ele apreciou seus dons poéticos e a encorajou a escrever para a imprensa. Seu primeiro poema foi publicado em um jornal de Santa Bárbara em 1872. Junto com AW Sefton, eles criaram Index, de Santa Bárbara, no outono de 1872. Contudo, a saúde de seu marido estava piorando e ele morreu em Santa Bárbara, em 14 de outubro de 1874.
Viúva, a longa doença de seu marido e investimentos infelizes tendo dissipado suas economias, Hall-Wood viu-se com a necessidade de ganhar a vida para si e para o filho. Depois de vários altos e baixos, absorvendo por sua vez o Democrat e o Advertiser, em 1878, o Index mudou seu nome para The Independent. Em maio de 1883, a Independent Publishing Company iniciou a publicação do Daily Independent. As edições diárias e semanais permaneceram nas mesmas mãos, com GP Tebbetts como gerente e Hall-Wood como editora. O jornal era independente na política, defendendo os interesses do povo. A escrita de Hall-Wood sob o pseudônimo de "Camilla K. von K." atraiu muita atenção pela sua frescura e originalidade. Ela escrevia poesia para sua própria diversão e o prazer de seus leitores quando se sentia inspirada. Hall-Wood ocupou o cargo por nove anos, até que problemas de saúde a levaram a se aposentar de sua mesa.

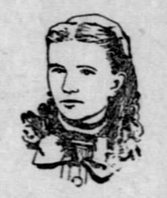
Mary C. F. Hall-Wood, em obra publicada de 1889

Seu único volume, Sea Leaves, foi publicado em seu escritório em 1887. O livro recebeu muita atenção da imprensa, e alguns dos poemas foram traduzidos para o francês. Embora nunca colocado regularmente no mercado, foi um sucesso financeiro e literário. Ela usava o pseudônimo "Camilla K. Von K.", mas também era conhecida por seu nome completo, "Mary CF Hall-Wood".   De acordo com uma revisão do San Francisco Chronicle (1888):–
"O pequeno volume registra uma vasta gama, mas muitos dos poemas refletem a vida do sul da Califórnia e têm um sabor local pronunciado que os torna interessantes para quem já viveu neste litoral. O autor mostra habilidade incomum no comando de vários metros e será um leitor cativante que não consegue encontrar algo aqui a seu gosto."

## Morte
Hall-Wood ficou doente por vários anos antes de morrer por hemorragia no estômago em Santa Bárbara, no dia 14 de dezembro de 1899, aos 57 anos.

## Obra publicada
- 1887: Sea Leaves (em inglês)